# Liste der Mitglieder des Landtages (Freistaat Mecklenburg-Schwerin) (2. Wahlperiode)
Diese Liste gibt einen Überblick über alle Mitglieder des Landtages des Freistaates Mecklenburg-Schwerin in der 2. Wahlperiode (1921 bis 1924).

## A
- Julius Asch, SPD

## B
- Friedrich Bauer, DB
- Gustav Beyer (Timmendorf), DNVP
- Robert Brinkmann, SPD
- Otto Brüshafer, DNVP
- Paul Burchard, DNVP

## C
- Marie Cordes, SPD

## D
- Ludwig Deike, SPD
- Margarete Detmering, DVP
- Fritz Dettmann, DNVP
- Richard Dieterich, SPD

## E
- Heinrich Erythropel, DVP
- Karl Heinrich Evers, SPD

## F
- Ernst Flint, DNVP
- Hermann Försterling, DVP
- Hans Fuchs, SPD

## G
- Edmund Geißler, DB
- Wilhelm Hellmuth Giese, DNVP
- Bernhard Girke, SPD
- Wilhelm Godknecht, SPD
- Hermann Goldenbohm, SPD
- Bodo von Gundlach, DNVP

## H
- Gustav Hamel, SPD
- Emil Heimsoth, DVP
- Karl Heinsius, DVP
- Hans Hennecke, SPD
- Heinrich Hennings, DVP
- Rudolf Hille, DNVP
- Waldemar Himstedt, DNVP
- Wilhelm Höcker, SPD
- Leonhard Hopp, SPD

## K
- Richard Karsten, DNVP
- Margarete Ketelhohn, SPD
- Heinrich Klasen, SPD
- Magnus Knebusch, DNVP
- Karl Köhler, SPD
- Hans Kollwitz, KPD
- Hans Kratzenberg, DVP
- Adolf Krefft, DNVP
- August Krüger, SPD
- Ernst Krüger, DVP
- Johann Krüger, SPD

## L
- Wilhelm Lamberg, SPD
- Julius Langerstein, DVP
- Emil Lenz, DVP
- Heinrich Luft, DNVP
- Otto Lüttich, SPD

## M
- Otto Martens, DVP
- Herbert von Mayenburg, KPD
- Otto Metterhausen, DNVP
- Johann Michaelis, DVP
- Richard Moeller, DDP
- Heinrich Möller, SPD
- Carl Moltmann, SPD

## N
- Hans Neumann, DDP

## P
- Karl Pinkpank, DB

## R
- Paul Radloff, DNVP
- Richard Reiland, SPD
- Hermann Reincke-Bloch, DVP (bis 1922)
- Johannes Reinmöller, DNVP
- Friedrich Rüdiger, DNVP

## S
- Johann Sävert, SPD
- Rudolf Schildmann, DVP
- Klara Schleker, DNVP
- Franz Schmidt, DNVP
- Heinrich Schmidt, SPD
- Karl Schneeberg, SPD
- Paul Schnell, SPD
- Paul Schröder, SPD
- Albert Schulz, SPD
- Paul Schwencke, DDP
- Fritz Sönnichsen, WP
- Gustav Spalding, SPD
- Martin Otto Stammer, DVP
- Johannes Stelling, SPD

## T
- Otto Turban, SPD

## W
- Paul Walter, DVP
- Carl Warnemünde, DNVP
- Friedrich Wehmer, SPD
- Hans Weidt, WP
- Hugo Wenzel, KPD